# Худоба
Худо́ба — копитні свійські тварини сільськогосподарського призначення. Худобу можуть утримувати як для власного прожитку, так і для продажу. Вирощування тварин — тваринництво — важливий компонент сучасного сільського господарства. Ним займалися представники багатьох суспільств протягом усієї історії, починаючи з переходу від полювання та збиральництва до вирощування рослин та розведення худоби.
Застарілі назви цього поняття скот і скоти́на мають давньоруське походження, наразі вони майже не уживаються, але від них утворені похідні терміни скотарство (галузь), скотар (фах), скотиняка (лайка). В сучасній українській мові виключно лайливу конотацію має ще одна архаїчна назва рогатої худоби — би́дло; це слово увійшло в український лексикон як запозичення з польської. У староукраїнській мові переважно на теренах Східної та Центральної України щодо рогатої худоби застосовували також назву това́р. Крім того, на Гуцульщині для худоби існує діалектична назва маржи́на. 

### Книги
- Фізіологія сільськогосподарських тварин: підруч. для студентів зооветеринар. вузів / В. В. Науменко [та ін.]. - Київ: Сільгоспосвіта, 1994. - 510 с. - ISBN 5-7987-0234-0
- Анатомія і фізіологія сільськогосподарських тварин: навч. посіб. / В.І. Ніколаєвич. – Київ: Аграрна освіта, 2014. – 511 c.
- Фізіологія людини і тварин (фізіологія нервової, м’язової і сенсорних систем) підручник: [для студ. вищ. навч. закл.] / М. Ю. Клевець, В. В. Манько, М. О. Гальків, та ін. – Львів: ЛНУ імені Івана Франка, 2011. – с. 312
- Фізіологія людини і тварин: Навч. посіб. Кн. 2. Фізіологія вісцеральних систем / М. Ю. Клевець, В. В. Манько; Львів. нац. ун-т ім. І.Франка. - Львів, 2002. - 233 c. - Бібліогр.: 16 назв.
- Підпала Т.В. Скотарство та технологія виробництва молока і яловиччини: Навч. посібник, — Миколаїв: Видавничий відділ МДАУ, 2007 ISBN 978-966-8205-40-8

### Журнали
- Livestock Science
- Reproduction in Domestic Animals
- Animals